# Стуково
Сту́ково (рос. Стуково) — село у складі Павловського району Алтайського краю, Росія. Адміністративний центр Стуковської сільської ради.

## Населення
Населення — 1207 осіб (2010; 1147 у 2002).
Національний склад (станом на 2002 рік):
- росіяни — 96 %